# Amy und die geheime Bibliothek
Amy und die geheime Bibliothek (Originaltitel: Ban This Book) ist ein Kinderbuch des US-amerikanischen Schriftstellers Alan Gratz. Es behandelt das in den USA verbreitete Phänomen der Entfernung von Büchern aus Bibliotheken auf Betreiben politisch konservativer Gruppen. Im Buch wehrt sich eine Gruppe von Kindern erfolgreich gegen Leseverbote an ihrer Schule. Die Originalfassung erschien 2017. 2019 erschien eine deutsche Fassung, übersetzt von Meritxell Janina Piel.

## Handlung
Die schüchterne Viertklässlerin Amy (in der Originalfassung Amy Anne) entflieht gerne dem chaotischen Alltag ihrer Familie und verbringt viel Zeit in der Schulbibliothek. Ihr Lieblingsbuch ist Gilly Hopkins – eine wie keine von Katherine Paterson (in der Originalfassung From the Mixed-Up Files of Mrs. Basil E. Frankweiler von E. L. Konigsburg).
Eines Tages teilt ihr die Bibliothekarin mit, dass das Buch aus der Bibliothek entfernt wurde. Grund ist die Beschwerde einer Mutter, die dieses und eine Reihe weiterer Bücher für unangemessen für Kinder hält. Amy besucht die Sitzung des Schulausschusses, um dort gegen die Entfernung ihres Lieblingsbuchs zu protestieren, traut sich jedoch nicht, ihre vorbereitete Rede zu halten. Der Schulausschuss bestätigt den Antrag, die beanstandeten Bücher werden dauerhaft aus der Bibliothek entfernt, und es ist verboten, sie in der Schule zu verbreiten.
Das Verbot weckt das Interesse der Schulkinder an den entfernten Büchern. Amy verleiht ihr eigenes Exemplar ihres Lieblingsbuchs, und auch die Nachfrage nach den anderen Büchern steigt. Amy, ihre Freundin Rebecca und ihr Mitschüler Danny tragen die verbannten Bücher zusammen und lagern sie in Amys Schließfach. Daraus entwickelt sich die G.S.B., die Geheime Schließfach-Bibliothek (im Original: B.B.L.L., Banned Books Locker Library), aus der alle Kinder die nun in der offiziellen Bibliothek fehlenden Bücher ausleihen können. Währenddessen werden zahlreiche weitere Bücher auf Anträge von Eltern hin aus der Schulbibliothek verbannt, sodass die Geheime Schließfach-Bibliothek weiter wächst.
Als die Geheime Schließfach-Bibliothek von der Schulleiterin entdeckt und verboten wird, ändern die Kinder ihre Vorgehensweise: Sie stellen selbst Anträge auf die Entfernung möglichst vieler weiterer Bücher, indem sie sich zu jedem Buch einen Grund ausdenken, warum es unangemessen für Kinder sein könnte. Sie wollen damit demonstrieren, dass Einwände gegen Bücher subjektiv sind und dass das Entfernen von Büchern die Qualität der Schulbibliothek verschlechtert. An einem schulweiten Aktionstag, an dem Kinder aus weiteren Klassen mithelfen, kommen tausende Anträge zusammen. Inzwischen sind auch die lokalen Medien auf den Fall aufmerksam geworden. Bei der gut besuchten und medial begleiteten nächsten Sitzung des Schulausschusses hält Amy eine Rede, in der sie den Ausschuss überzeugt, der willkürlichen Entfernung von Büchern Einhalt zu gebieten.
Amy hat an Selbstvertrauen gewonnen und traut sich nun, für ihre Meinung und ihre Wünsche einzustehen, auch innerhalb ihrer Familie.

## Hintergrund
Beanstandungen von Büchern und anderen Medien mit dem Ziel, diese aus Bibliotheken oder von Lehrplänen zu entfernen, sind in den USA seit Jahrzehnten eine Strategie des politisch konservativen bis rechten Spektrums. 2017, im Erscheinungsjahr von Amy und die geheime Bibliothek, meldeten Bibliotheken nach Angaben der American Library Association 354 Anträge auf Entfernung von insgesamt 416 Büchern. In den folgenden Jahren ist die Zahl erheblich gestiegen. Für das Jahr 2022 sind dem Verband Anträge gegen 2 571 Titel bekannt, 2023 stieg die Zahl auf 4 240 Titel. Der Verband geht von einer um ein Vielfaches höheren Dunkelziffer aus.
Laut einem Bericht von PEN International stehen hinter der Mehrheit dieser Anträge landesweit organisierte Gruppierungen. Die Anträge betreffen überwiegend Kinder- und Jugendbücher. Am häufigsten angegriffen werden Bücher, die das Leben von People of Color sowie queeren Menschen thematisieren.
Bibliotheken wehren sich gegen die Eingriffe in ihr Angebot mit der jährlichen Banned Books Week und der Kampagne Unite Against Book Bans.

## Reaktionen
Amy und die geheime Bibliothek erhielt weitgehend positive Rezensionen. Die Literaturzeitschrift Kirkus Reviews erfreute sich an den Bezügen zu echten, in den USA häufig beanstandeten Büchern. Amy und die geheime Bibliothek sei zwar stellenweise konstruiert und etwas polemisch, aber ein starkes Plädoyer für das Recht zu lesen. Publishers Weekly hob Amy als gute Identifikationsfigur hervor und stellte fest, das Buch eigne sich bestens für den Schulunterricht zum Thema Meinungsfreiheit.
Manuela Kalbermatten in der Neuen Zürcher Zeitung bemerkte zwar, dass sich das Vorgehen der Kinder wie ein Traum von Erwachsenen lese; dennoch sei es ein überzeugendes Buch, das zum Lesen anrege. Susan Vahabzadeh in der Süddeutschen Zeitung fand das Thema das Buchs wichtig und nannte Amy und die geheime Bibliothek einen „Abenteuerroman für kleine Nerds“.
In den USA wurde Amy und die geheime Bibliothek Opfer genau der Angriffe, die das Buch zum Thema hat, so 2024 in Florida. Alan Gratz bezeichnete den Vorgang als ironisch und sah ihn als ein Anzeichen, dass die Gruppierungen hinter den Beschwerden ein schlechtes Gewissen hätten:

„They banned the book because it talks about the books that they have banned and because it talks about book banning. It feels like they know exactly what they’re doing and they’re somewhat ashamed of what they’re doing and they don’t want a book on the shelves that calls them out.“

„Sie haben das Buch verbannt, weil es über die Bücher spricht, die sie verbannt haben, und weil es über das Verbannen von Büchern spricht. Man hat das Gefühl, sie wissen genau, was sie tun, und sie schämen sich etwas für das, was sie tun, und sie wollen kein Buch in den Regalen, das sie anprangert.“

## Im Buch erwähnte Bücher
Alle Bücher, die in der Originalfassung aus Amys Schule verbannt werden, wurden tatsächlich innerhalb der letzten 30 Jahre aus einer Bibliothek in den USA verbannt. In der deutschen Übersetzung kommen teilweise abweichende Titel vor.
Folgende Kinder- und Jugendbücher werden im Verlauf des Buches aus der Schulbibliothek entfernt:
| In der Originalversion                                                                                  | In der deutschen Übersetzung                                                      |
| --- | --------------------------------------------------------------------------------- |
| From the Mixed-Up Files of Mrs. Basil E. Frankweiler (Die heimlichen Museumsgäste) von E. L. Konigsburg | Gilly Hopkins – eine wie keine von Katherine Paterson                             |
| Are You There God? It’s Me, Margaret (Bist du da, Gott? Ich bin’s, Margaret) von Kelly Fremon Craig     | Hallo, Mister Gott, hier spricht Anna (veröffentlicht unter dem Pseudonym „Fynn“) |
| Scary Stories to Tell in the Dark von Alvin Schwartz                                                    | Onkel Montagues Schauergeschichten von Chris Priestley                            |
| Matilda von Roald Dahl                                                                                  | Matilda von Roald Dahl                                                            |
| Harriet the Spy (Harriet: Spionage aller Art) von Louise Fitzhugh                                       | Harriet: Spionage aller Art von Louise Fitzhugh                                   |
| Wait Till Helen Comes (Meine Freundin Helen) von Mary Downing Hahn                                      | Die Gespensterjäger von Cornelia Funke                                            |
| It’s Perfectly Normal (Total normal) von Robie Harris                                                   | Total normal von Robie Harris                                                     |
| die Reihe Junie B. Jones von Barbara Park                                                               | die Reihe Harry Potter von Joanne K. Rowling                                      |
| die Reihe Captain Underpants von Dav Pilkie                                                             | die Reihe Captain Underpants von Dav Pilkie                                       |
| The Egypt Game von Zilpha Keatley Snyder                                                                | Der Fluch der schwarzen Katze von R. L. LaFevers                                  |
| die Reihe Goosebumps (Gänsehaut) von R. L. Stine                                                        | die Reihe Gänsehaut von R. L. Stine                                               |
| My Brother Sam Is Dead von James Lincoln Collier und Christopher Collier                                | Onkel Toms Hütte von Harriet Beecher Stowe                                        |
| Bridge to Terabithia (Die Brücke nach Terabithia) von Katherine Paterson                                | Die Brücke nach Terabithia von Katherine Paterson                                 |
| die Reihe Sideways Stories From Wayside School von Louis Sachar                                         | die Reihe School Survival von James Patterson                                     |
| How to Eat Fried Worms von Thomas Rockwell                                                              | Das Zeiträtsel von Madeleine L’Engle                                              |
| The Diary of a Young Girl (das Tagebuch der Anne Frank)                                                 | das Tagebuch der Anne Frank                                                       |
| ein Buch von Shel Silverstein                                                                           | ein Buch von Shel Silverstein                                                     |
| Luv Ya Bunches von Lauren Myracle                                                                       |                                                                                   |
| The Midwife’s Apprentice (Alyce und keine andere) von Karen Cushman                                     | Alyce und keine andere von Karen Cushman                                          |
| die Reihe The Great Brain (Mein genialer Bruder und ich) von John D. Fitzgerald                         | Mein genialer Bruder und ich von John D. Fitzgerald                               |
| And Tango Makes Three von Peter Parnell und Justin Richardson                                           | Zwei Papas für Tango von Edith Schreiber-Wicke                                    |
| The Giver (Hüter der Erinnerung) von Lois Lowry                                                         | Hüter der Erinnerung von Lois Lowry                                               |
| In the Night Kitchen (In der Nachtküche) von Maurice Sendak                                             | In der Nachtküche von Maurice Sendak                                              |
| Coraline von Neil Gaiman                                                                                | Coraline von Neil Gaiman                                                          |
| The Golden Compass (Der Goldene Kompass) von Philip Pullman                                             | Der Goldene Kompass von Philip Pullman                                            |
| The Face on the Milk Carton (Janies Gesicht) von Caroline B. Cooney                                     | Hexen hexen von Roald Dahl                                                        |
| A Day No Pigs Would Die (Mein Teil der Erde) von Robert Newton Peck                                     | Mein Teil der Erde von Robert Newton Peck                                         |

Diese weiteren Bücher kommen im Buch vor:
| In der Originalversion                                                             | In der deutschen Übersetzung                             |
| ---------------------------------------------------------------------------------- | -------------------------------------------------------- |
| Island of the Blue Dolphins (Insel der blauen Delphine) von Scott O’Dell           | Insel der blauen Delphine von Scott O’Dell               |
| Hatchet (Allein in der Wildnis) von Gary Paulsen                                   | Allein in der Wildnis von Gary Paulsen                   |
| My Side of the Mountain (Ein Jahr als Robinson) von Jean Craighead George          | Robinson Crusoe von Daniel Defoe                         |
| Hattie Big Sky von Kirby Larson                                                    |                                                          |
| The Sign of the Beaver (Im Zeichen des Bibers) von Elizabeth George Speare         | Im Zeichen des Bibers von Elizabeth George Speare        |
| Julie of the Wolves (Julie von den Wölfen) von Jean Craighead George               | Julie von den Wölfen von Jean Craighead George           |
| Tales of a Fourth Grade Nothing und Superfudge von Judy Blume                      | Tintenherz und Drachenreiter von Cornelia Funke          |
| The Witch of Blackbird Pond (Die Hexe vom Amselteich) von Elizabeth George Speare  | Die Hexe vom Amselteich von Elizabeth George Speare      |
| Liar & Spy von Rebecca Stead                                                       | Die Geheimnisse von Ravenstorm Island von Gillian Philip |
| The London Eye Mystery (Der Junge, der sich in Luft auflöste) von Siobhan Dowd     | Der Junge, der sich in Luft auflöste von Siobhan Dowd    |
| Murder on the Orient Express (Mord im Orient-Express) von Agatha Christie          | Mord im Orient-Express von Agatha Christie               |
| The Mysterious Benedict Society and the Prisoner’s Dilemma von Trenton Lee Stewart | Short (von Holly Goldberg Sloan?)                        |
| Indian Captive von Lois Lenski                                                     | Indianerwinter von Kirkpatrick Hill                      |
| Sounder (Jagen mit Sounder) von William H. Armstrong                               | Alice im Wunderland von Lewis Carroll                    |
| The Indian in the Cupboard (Der Indianer aus der Hosentasche) von Lynne Reid Banks | Wilbur und Charlotte von Elwyn Brooks White              |
| The Chronicles of Prydain (Die Chroniken von Prydain) von Lloyd Alexander          | Die Chroniken von Prydain von Lloyd Alexander            |
| My Teacher Is an Alien von Bruce Coville                                           | Hilfe! Meine Lehrerin ist ein Alien von David Solomons   |
| The Kid Who Only Hit Homers von Matt Christopher                                   | Der Träumer von Pam Muñoz Ryan                           |
| The Stupids von Harry Allard und James Marshall                                    | Wo die wilden Kerle wohnen von Maurice Sendak            |
| Walter the Farting Dog von William Kotzwinkle und Glenn Murray                     | James und der Riesenpfirsich von Roald Dahl              |
| Where’s Waldo? (Wo ist Walter?) von Martin Handford                                | Wo ist Walter? von Martin Handford                       |
| Harry Potter von Joanne K. Rowling                                                 | Der Zauberer von Oz von Lyman Frank Baum                 |
| Percy Jackson von Rick Riordan                                                     | Percy Jackson von Rick Riordan                           |
| Artemis Fowl von Eoin Colfer                                                       | Artemis Fowl von Eoin Colfer                             |
| The Chronicles of Narnia (Die Chroniken von Narnia) von C. S. Lewis                | Die Chroniken von Narnia von C. S. Lewis                 |
| The Lorax (Der Lorax) von Dr. Seuss                                                | Der Lorax von Dr. Seuss                                  |
| Goodnight Moon (Gute Nacht, lieber Mond) von Margaret Wise Brown                   | Gute Nacht, lieber Mond von Margaret Wise Brown          |
| Amelia Bedelia von Peggy Parish                                                    | Wunder von Raquel J. Palacio                             |
| Frog and Toad Are Friends (Das große Buch von Frosch und Kröte) von Arnold Lobel   | Das große Buch von Frosch und Kröte von Arnold Lobel     |
| Little House on the Prairie (Unsere kleine Farm) von Laura Ingalls Wilder          | Unsere kleine Farm von Laura Ingalls Wilder              |
| Bunnicula von James und Deborah Howe                                               | Lustige Taschenbücher                                    |
| Magic Tree House (Das magische Baumhaus) von Mary Pope Osborne                     | Das magische Baumhaus von Mary Pope Osborne              |
| The Hunger Games (Die Tribute von Panem) von Suzanne Collins                       | Die Tribute von Panem von Suzanne Collins                |

## Ausgaben (Auswahl)
Die Originalausgabe mit dem Titel Ban This Book erschien 2017 im Verlag Tor Publishing Group (ISBN 978-0-7653-8556-7), eine Taschenbuchausgabe ein Jahr später bei Macmillan (ISBN 978-0-7653-8558-1). Ein Hörbuch, gelesen von Bahni Turpin, erschien bei Blackstone Audio.
Die deutsche Fassung, übersetzt von Meritxell Janina Piel, erschien 2019 im Hanser Verlag (ISBN 978-3-4462-6211-9) und wurde seitdem mehrfach neu aufgelegt.
Das Buch wurde in mehrere weitere Sprachen übersetzt, darunter Spanisch (Amy y la biblioteca secreta, ISBN 978-8-4173-8395-4), Türkisch (Bu Kitabı Yasaklayın, ISBN 978-9-7507-6327-4) und Chinesisch (此书禁止借阅, ISBN 978-7-5568-7650-1).